# Agatha Christie: Murder on the Orient Express
«Агата Кристи: Убийство в Восточном Экспрессе» (англ. Agatha Christie: Murder on the Orient Express) — квест-игра 2006 года, разработанная AWE Productions и изданная The Adventure Company для Windows. Это вторая часть серии «Агата Кристи». Действие происходит за пять лет до событий в «Агата Кристи: И никого не стало», во многом не связанной с сюжетной линией. Сюжет повествует о сыщике-любителе Антуанетте Марсо и её расследовании убийства с двенадцатью возможными подозреваемыми на борту Восточного экспресса, который был заблокирован лавиной в Югославии в 1934 году. Ей помогает знаменитый детектив Эркюль Пуаро.
«Убийство в Восточном экспрессе» сохраняет основные сюжетные элементы одноимённого романа Агаты Кристи. В игре представлен дополнительный финал, который отличается от завершения романа Кристи. Как и в «И никого не стало» роман Кристи находится в комплекте с игрой. Некоторые обозреватели «убийства в Восточном экспрессе» критиковали игру из-за повторяющегося характера заданий, которые игрок должен выполнить, а также жаловались на неэффективную и громоздкую систему инвентаризации. Другие хвалили его за улучшенную графику по сравнению с предыдущей игрой, а также за хорошее озвучивание и звуковые эффекты.
«Убийство в Восточном экспрессе» — это первая игра из серии «Агата Кристи», в которой фигурирует Эркюль Пуаро, самый популярный и знаменитый детектив Кристи. Дэвид Суше, который играл роль Пуаро в «Пуаро Агаты Кристи», был нанят для озвучивания персонажа.

## Геймплей
Игрок может перемещаться и взаимодействовать с игровым окружением, в основном с вагонами на Восточном экспрессе, с помощью контекстно-зависимого курсора. Курсор изменяется, когда он помещается на предмет, с которым игрок может взаимодействовать, и может использоваться для активации разговора главного героя с персонажами и прослушивания разговоров других персонажей, просмотра игрового окружения и перемещения. Игрок может дойти до места одним щелчком мыши и активировать его двойным щелчком мыши. Двойной щелчок по краю экрана мгновенно переносит игрока на следующий экран. В интерфейсе игры в верхней части экрана есть карта поезда, и после того, как каждый вагон был разблокирован, игрок может нажать на любую часть карты и мгновенно переместиться в это место, избавляя игрока от необходимости путешествовать по поезду экран за экраном. Ещё одна особенность игры — это интерфейс меню целей, в котором указаны общие задачи, которые игрок должен попытаться выполнить. Это меню предназначено для того, чтобы направлять игроков в правильном направлении, не давая никаких явных подсказок.

Антуанетта Марсо осматривает вагон в поисках улик.

«Убийство в Восточном экспрессе», как и предшествующая игра, имеет систему инвентаризации. Существует несколько компонентов инвентаря, в том числе экран проверки отпечатков пальцев, альбом для вырезок и экран паспорта для управления и просмотра паспортов пассажиров. В инвентаре имеется в общей сложности восемьдесят слотов, которые расположены на пяти отдельных экранах. Предметы нельзя выбрасывать из инвентаря сразу после их приобретения. Игрок может получить доступ к инвентарю, нажав на значок в интерфейсе игры или просто щелкнув правой кнопкой мыши. После того, как элементы используются, щелчок правой кнопкой мыши возвращает их в инвентарь и точный слот, в который они были первоначально помещены. Каждый предмет помечается, и игрок может более подробно изучить каждый предмет инвентаря, перетащив его на значок увеличительного стекла, а также может прислушаться к мягкому шипящему звуку, который указывает на то, что есть что-то важное для игрока, чтобы отметить определённый предмет. В отличие от других игр в своем жанре, «Убийство в Восточном экспрессе» не позволяет игроку комбинировать предметы на главном экране инвентаря. Существует отдельный интерфейс для комбинаций элементов, и игрок должен перетащить элементы на этот экран, если он хочет попытаться объединить их.
Бо́льшая часть игрового процесса в игре состоит в том, что игрок опрашивает персонажей и слушает длительные диалоги, чтобы получить подсказки, которые могут привести к убийце. Другие задачи, которые игрок должен выполнить, включают в себя сбор паспортов и другой атрибутики, оставленной пассажирами в попытке получить ключи, которые приведут к разгадке убийства, и получение определённых предметов для различных персонажей. Комбинирование предметов в инвентаре составляет основную часть головоломок в игре. В игре нет головоломок с ограничениями по времени, хотя некоторые головоломки требуют правильного выбора времени. Есть также несколько головоломок с одним экраном, например головоломка с взломом сейфа.
Уникальной особенностью игры является Пуаро, который служит системой подсказок на протяжении всей игры. Игрок может получить доступ к Пуаро в любое время во время игры и может получить подсказки, чтобы продолжить игру. В игре есть два уровня сложности, и игрок может выбрать, на каком из них он предпочитает играть вскоре после убийства. Пуаро бросает вызов игроку, позволяя ему либо принять помощь от него и позволить ему вести игрока по игре, либо попытаться перехитрить сыщика, решив загадку с помощью неясных, а в некоторых случаях и несуществующих намёков. По мере возникновения проблем у игрока, Пуаро постепенно становится более откровенным с информацией.

## Обзор

### Действие игры и персонажи

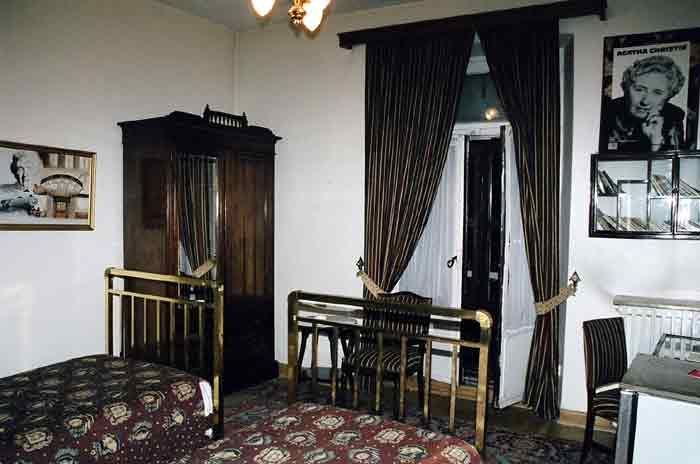
Номер 411 в отеле «Пера Палас» в Стамбуле, номер, где Агата Кристи написала «Убийство в Восточном экспрессе».

Действие «Убийство в Восточном экспрессе» происходит в 1934 году. Игра изначально начинается в Стамбуле, в то время как оставшееся большинство происходит в вагонах Восточного экспресса, когда он блокируется лавиной в Югославии. Однако у игрока есть некоторые возможности выйти из поезда в заснеженную внешнюю среду.
Единственный игровой персонаж — это Антуанетта Марсо, сотрудница компании Compagnie Internationale des Wagons-Lits. На протяжении всего расследования ей помогает знаменитый детектив Эркюль Пуаро, а также его друг доктор Константин. Десять из тринадцати подозреваемых в убийстве из романа Кристи включены в экранизацию игры. Эти подозреваемые-Граф и Графиня Андреньи, полковник Арбутнот, Мэри Дебенхэм, Принцесса Драгомирова, Грета Ульссон, Антонио Фоскарелли, Сайрус Хардман, Каролина Хаббард, Гектор Маккуин и несколько сотрудников Восточного экспресса. Жертва — Сэмюэл Рэтчетт. Всего в игре представлено двадцать персонажей.

### Сюжет
Игра начинается 29 июня 1924 года в фермерском доме в Нью-Палце, штат Нью-Йорк. Офицеры полиции Нью-Йорка прибывают на ферму и окружают её. После короткой перестрелки двое мужчин выходят из дома и сдаются.
Затем история переносится на 10 лет позже, в ноябре 1934 года, в Стамбуле. Главный герой игры, младший клерк в стамбульском офисе международной компании Compagnie Internationale des Wagons-Lits Антуанетта Марсо, получает инструкции от своего работодателя Марселя Бука, чтобы выполнить пожелания своего хорошего друга Эркюля Пуаро. Он поручает Марсо позаботиться о том, чтобы путешествие Пуаро в Восточном экспрессе было благоприятным. Марсо начинает свое приключение на вокзале Сиркеджи в Стамбуле, где она знакомится с Пуаро, которым восхищается, а также с другими персонажами, которые позже сопровождают её на борту Восточного экспресса.
Вскоре после того, как поезд отправляется из Стамбула, его проход перекрывает лавина, останавливая его. За внезапной остановкой следует падение Пуаро с койки и вывих ноги, что лишает его возможности вставать с кровати. Вскоре после этого находят убитым одного из пассажиров поезда. С двенадцатью подозреваемыми начинается расследование. Пуаро бросает Марсо вызов, чтобы найти разгадку убийства и сделать «легкую работу», собирая улики.
Марсо делит свое время между тем, чтобы следить за работой поезда (например, помочь починить двигатель в паровозе), расспрашивать пассажиров об убийстве и осматривать поезд и прилегающую территорию в поисках улик. Она путешествует в несколько дополнительных мест, куда Пуаро не попадает в книге, например в паровоз, багажный вагон и старую лачугу рядом с заснеженным поездом. Кроме того, в одном из отсеков находится испорченный радиопередатчик, который, будучи отремонтированным, позволяет Антуанетте связаться с Барнаби Льюисом, молодым другом Пуаро, и попросить его изучить пассажиров.
Как и в романе, Рэтчетт оказывается криминальным вдохновителем похищения Дейзи Армстронг. Каждый из пассажиров поезда, так же как и проводник, каким-то образом связан с семьей Армстронгов, и у каждого из них есть мотив для убийства. Кроме того, у каждого человека было алиби, подтверждённое другими пассажирами.
Когда Марсо считает, что она раскрыла убийство, Пуаро собирает пассажиров и задает Марсо ряд вопросов о найденных уликах. Далее он раскрывает три возможных объяснения смерти Рэтчетта, два из которых совершенно идентичны роману. В первом случае Пуаро предполагает, что убийца, возможно, поднялся на борт поезда ночью, убил Рэтчетт, а затем сбежал из поезда, что подтверждается такими доказательствами, как окровавленный стилет с отпечатками пальцев, которые не совпадают ни с кем в поезде. Второе решение сводит воедино ряд улик, свидетельствующих о том, что все пассажиры поезда и кондуктор Пьер Мишель несут ответственность за убийство, в котором они признаются. Третье же решение гласит о том, что неизвестный в форме кондуктора пробрался в купе Рэтчетта и убил его.

## Разработка
Игра «Убийство в Восточном экспрессе» была анонсирована в мае 2006 года, как вторая часть серии «Агата Кристи». Как и в случае с предшествующей игрой, она была разработана компанией AWE Productions в сотрудничестве с продюсером The Adventure Company. Команда разработчиков осталась в основном прежней: Ли Шелдон снова стал ведущим геймдизайнером, а Скотт Никсон из AWE Productions вернулся к должности управляющего директора.
The Adventure Company и Chorion, владельцы прав на произведения Кристи, выбрали роман Агаты Кристи «Убийство в Восточном экспрессе», как авторский опус магнум, в качестве основы для следующей игры в серии «Агата Кристи». «AWE Productions» не особо влияли на выбор, не считая того, что у них спросили мнение о произведении. Шелдон создал концептуальный документ для новой игры и отправил его Chorion, которые отправили его обратно с некоторыми дополнениями. Шелдон согласился на некоторые из них, но отказался от других.

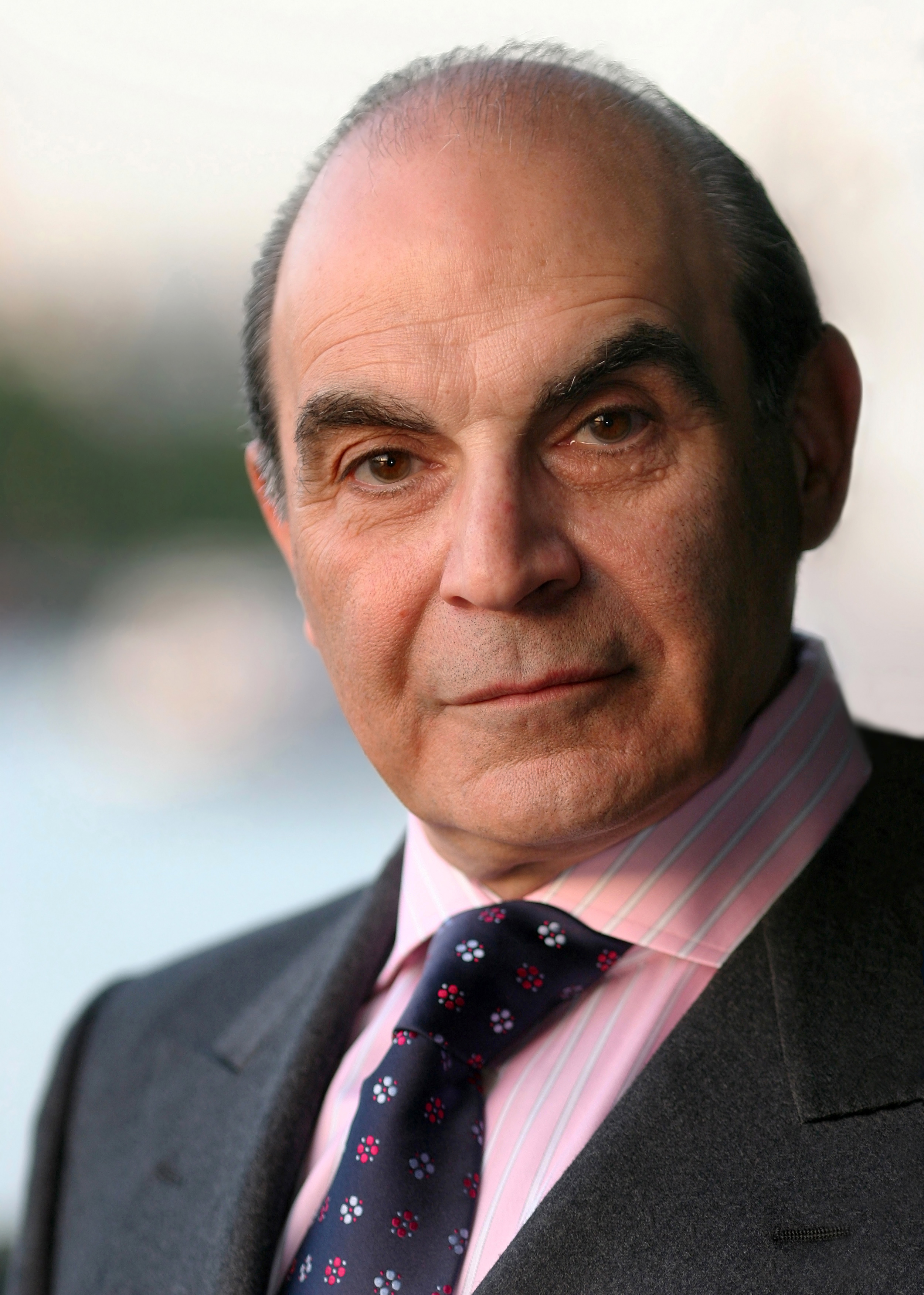
Дэвид Суше — исполнитель роли Эркюля Пуаро (фото сделано в сентябре 2006 года)

Майк Адамс, продюсер фильма «Убийство в Восточном экспрессе», был полон решимости заполучить Дэвида Суше в качестве озвучивающего актёра для Пуаро, помощника главного героя игры. Никсон считал, что после успеха в телесериале «Пуаро Агаты Кристи» Суше настолько тесно переплелся с персонажем Пуаро, что трудно было бы представить себе кого-то другого, кто исполнял бы голос Пуаро, если бы его постоянно не сравнивали с Суше. Никсон описал эту ситуацию как уловку-22. Ещё одна причина, по которой команда разработчиков решила взять на озвучивание Суше, заключалась в том, что они думали, что он побудит других актёров озвучивания в игре, таких как Ванесса Маршалл, которая озвучивала Антуанетту Марсо, выступить и конкурировать с искусным изображением Пуаро со стороны Суше. Довольно поздно в процессе разработки игры Суше согласился заняться озвучиванием. Он признался, что одна из причин, по которой он принял это предложение, заключалась в том, что он чувствовал себя собственником роли Пуаро, учитывая, что он так долго изображал этого персонажа. Адамс выразил гордость тем, что ему удалось убедить Суше сделать озвучивание для игры, и сказал, что оно внесёт «огромное волнение и подлинность» в игру.
Как и в «И никого не стало», Шелдон ввел в сюжет «Убийства в Восточном экспрессе» нового персонажа, которого не было в романе Кристи, чтобы исполнить роль персонажа-игрока и главного героя. Персонаж, Антуанетта Марсо, описывается Шелдоном как смесь двух персонажей из романа. Это были друг Пуаро, который управлял Восточным экспрессом, Марсель Бук, и молодой солдат, который присутствует как в романе, так и в киноверсии этой истории, который сопровождает Пуаро в Стамбул. Шелдон заявил, что он не хочет создавать совершенно новых героев для игр Кристи, а скорее предпочитает черпать из источников в романах Кристи, чтобы собрать вместе главных героев игр. Шелдон также затронул вопросы, связанные с несколькими ранними анонсами игры, в которых спрашивалось, почему игрок на самом деле не может играть как Пуаро. Он объяснил свой выбор, сказав: «причина выбора Марсо в качестве главного героя заключается в том, что большая часть удовольствия Пуаро заключается в том, чтобы видеть, что он делает, наблюдать, как он действует и решает проблемы. Я всегда думал, что более интересным персонажем был персонаж Ватсона, а не Шерлока Холмса».
Чтобы сделать Пуаро ещё более неотъемлемой частью «Убийства в Восточном экспрессе», Шелдон превратил его в сложную систему подсказок. После того, как игроки жаловались на чувство бесцельности в предыдущей игре, которое возникло, пока они пытались найти ответ, чтобы начать следующий раздел игрового процесса, Шелдон сделал Пуаро «своего рода оракулом», который может оказать помощь, когда игрок застрял или не знает, что делать дальше.
Команда разработчиков решила, что, как и в случае с «И никого не стало», они изменят оригинальную концовку Кристи в «Убийстве в Восточном экспрессе». Целью разработчиков было создать игры, которые бы понравились не только казуальным геймерам, но и поклонникам Кристи. Поскольку почти все поклонники Кристи читали «Убийство в Восточном экспрессе» и знали решение, а также учитывая, что роман должен был быть включен в игру, разработчики решили, что концовку нужно было изменить. В романе есть два решения — одно из которых является тем, что кажется происходящим, а другое — тем, что происходит на самом деле, — и разработчики стремились разработать третье решение, которое опиралось на эти два решения и все ещё удивляло игрока. Ли Шелдон сказал, что в «Убийстве на Восточном экспрессе» изменить концовку было ещё сложнее из-за большой славы книги и знания разгадки. Он также выразил свою ненависть к адаптации старых материалов, которые высмеивают тот период времени, и сказал, что он пытается оставаться настолько верным работе Кристи и эпохе времени, насколько это возможно.
Главное различие между «И никого не стало» и «Убийством в Восточном экспрессе», на которое указал Шелдон, состояло в том, что в первом случае предпосылкой романа было то, что никто не раскрыл убийство . Это заставило Шелдона отчаянно пытаться найти способ интегрировать улики в историю, чтобы игрок действительно мог обнаружить убийцу, чтобы игра не оставалась совершенно неинтересной. В «Убийстве в Восточном экспрессе» настоящий роман следует за расследованием, поэтому Шелдон мог бы легче интегрировать улики, чтобы привести ко всем трем возможным решениям. Шелдон также исключил ненужные загадки из «Убийства в Восточном экспрессе», поскольку они были непопулярной чертой его предшественника.
В игре было сделано несколько графических улучшений по сравнению с её предшественником. Они были в основном посвящены дизайну персонажей и анимациям, которые были крайне плохо восприняты фанатами первой игры. Команда разработчиков ввела анимационные слои, что позволило им самостоятельно управлять частями моделей персонажей. Это позволило разработчикам использовать одни и те же анимации, независимо от того, сидел ли персонаж, стоял или лежал, а также дало им больше контроля над головой и верхней частью тела. В «И никого не стало» персонажи должны были поворачиваться всем телом, чтобы говорить друг с другом, тогда как в «Убийстве в Восточном экспрессе» персонажи могут просто поворачивать головы. В игре нет никаких физических особенностей, но разрешение экрана было увеличено, были сделаны более детализированные фоны, а модели персонажей содержат больше полигонов.
Официальный сайт игры был открыт в сентябре 2006 года и содержал скриншоты, биографии персонажей и фотографии, иллюстрации игрового окружения, трейлеры, демоверсии, музыку, обои и конкурсы. «Убийство в Восточном экспрессе» была выпущена 14 ноября 2006 года в Северной Америке. The Adventure Company провела вечеринку для игровой прессы через два дня после того, как игра была выпущена. Среди гостей была съемочная группа фильма «Убийство в Восточном экспрессе», а также актёры, изображающие и озвучивающие различных персонажей игры. Демоверсия игры была выпущена 20 декабря 2006 года и содержала небольшую часть игры, в которой игрок изучает поезд.

## Оценки игры
| Сводный рейтинг       | Сводный рейтинг |
| Агрегатор             | Оценка          |
| --------------------- | --------------- |
| GameRankings          | 65,22 %         |
| Metacritic            | 60/100          |
| «Критиканство»        | 61/100          |
| Иноязычные издания    |                 |
| Издание               | Оценка          |
| Eurogamer             | 4/10            |
| GameSpot              | 5,8/10          |
| GamesRadar+           | [ 24 ]          |
| GameZone              | 7/10            |
| IGN                   | 6,1/10          |
| PC Gamer (UK)         | 51 %            |
| PC Gamer (US)         | 71 %            |
| PC Zone               | 61 %            |
| PC Format             | 27 %            |
| Русскоязычные издания |                 |
| Издание               | Оценка          |
| Absolute Games        | 28 %            |
| «PC Игры»             | 6,5/10          |
| «Игромания»           | 7/10            |
| «ЛКИ»                 | 72 %            |
| «НИМ»                 | 7,1/10          |
| «Страна игр»          | 7,5/10          |

С момента своего выхода игра «Убийство в Восточном экспрессе» получила самые разные отзывы. GameRankings дал ей оценку 65,22 %, в то время как Metacritic оценил её в 60 из 100.
Одним из аспектов игрового процесса в игре, получившим в основном негативную реакцию, был повторяющийся характер многих заданий, которые игрок должен был выполнить. 2404 обвинил игру в том, что она сводит Роман Кристи и саму игру к серии повторяющихся секретарских заданий, таких как сбор отпечатков пальцев, паспортов и других случайных предметов. Далее на сайте говорилось, что игрок должен чувствовать себя «как секретарь Пуаро». Game Over Online согласились с этим мнением, заявив, что большая часть игры состояла из «глупых маленьких поручений», таких как выполнение заданий для персонажей и бездумный поиск предметов. Eurogamer приводит пример этого, говоря, что в какой-то момент игры игрок чуть ли не должен был пройти через каждый вагон, проверяя размеры обуви различных пассажиров, чтобы проверить, соответствует ли один из них размеру обуви вне поезда. Система инвентаризации игры также подверглась серьёзной критике. IGN жаловались, что вместо того, чтобы находить комбинации предметов методом проб и ошибок на главном экране, игрок вынужден перетаскивать предметы на отдельный экран, что приводит к утомительному игровому процессу. Некоторые рецензенты, напротив, хвалили систему инвентаризации, а Quandary назвали её интуитивно понятной и простой для игроков в организации. Загадки в игре получили положительные отклики от некоторых рецензентов. GameSpot благосклонно прокомментировали относительно небольшое количество головоломок в игре, сказав, что они довольно хорошо интегрированы в сюжет и не являются чрезмерно сложными. Далее в обзоре говорилось, что более поздние головоломки в игре часто в большей степени зависят от комбинаций инвентаря, но все ещё достаточно удовлетворительны для решения. Game Over Online, в свою очередь, обвинили игру в том, что она даёт игроку слишком мало информации для решения головоломок, а также назвала головоломки запутанными. Выбор разработчиков игры использовать Антуанетту Марсо, а не Пуаро, в качестве главного героя и игрового персонажа подвергся критике со стороны некоторых. 2404 не одобрили этот выбор, обвинив разработчиков в том, что они не полностью использовали талант Дэвида Суше, возможно, самого известного и успешного актёра Пуаро. Игра также подверглась критике за отклонение от первоначального финала, как её предшественники. Adventure Gamers назвали новый финал «немного выдуманным для пользы игры». 2404 также не одобряли концовку, комментируя, что она идет в слишком большом голливудском направлении, и что оригинальная концовка намного лучше.
«Убийство в Восточном экспрессе» получило некоторую похвалу за графические улучшения по сравнению с его предшественником. Среди аспектов игры, которые получили положительные отклики, была игровая среда. Just Adventure назвал её «на голову выше, чем в её предшественнике», описывая вагоны поезда в Восточном экспрессе как сочащиеся элегантностью и верным и точным воссозданием 1930-х годов. Game Chronicles была менее восторженной, назвав графику выше среднего, но не выше стандарта для текущей приключенческой игры. Модели персонажей были ещё одним аспектом игры, который получил положительное внимание. Quandary описал моделирование персонажей как намного улучшенное, «все персонажи чувствуют себя так, как будто они только что вышли из книги». Adventure Gamers назвали персонажей «одними из лучших, увиденных в последних приключенческих играх», говоря, что каждый персонаж имеет уникальный дизайн и костюм, идеально подходящий для приятной игры. Рецензент также указал на несколько небольших штрихов, добавленных к персонажам, например главная героиня дрожит, когда она находится вне поезда в холодную погоду, а также стряхивает ворсинки с одежды, ожидая, пока игрок решит, что делать дальше. Adventure Gamers также похвалили AWE Productions за световые эффекты в игре и за создание «очень мягкого свечения сцен, которые придают гораздо более реалистичный вид персонажам». IGN согласились, что интерьер «Восточного экспресса» довольно приятен, но пожаловались, что модели персонажей лишены деталей и анимированы неуклюже. Ещё одна жалоба от IGN заключалась в том, что сжатие, используемое для роликов, приводит к тому, что анимация выглядит размытой, и что эта проблема продолжается на протяжении всей игры.
Одним из аспектов «Убийства в Восточном экспрессе», который хвалили многие рецензенты, был звук игры. Озвучивание, в частности, получило широкое распространение положительных отзывов. GameSpot назвали голосовую игру превосходной, а голосовые актёры оживили персонажей, во многом благодаря Дэвиду Суше в роли Пуаро. IGN также назвали озвучивание игры хорошо сделанным, несмотря на то, что некоторые персонажи звучат искусственно. Музыка в моментах в игре была положительно оценена 2404. Они также похвалил игру за реалистичные звуковые эффекты, такие как шумы, исходящие от самого Восточного экспресса, и другие природные шумы, такие как ветер. IGN, напротив, сильно критиковали игру за отсутствие фоновой музыки, а также упрощенные и монотонные звуковые эффекты.
Игра «Убийство в Восточном экспрессе» была использована в качестве учебного пособия во время исследования автономии учащихся в видеоиграх. В этом исследовании приняли участие греческие старшеклассники, и они были вовлечены в несколько тестов и оценок в нескольких различных точках исследования.